# Flagge Englands
Die Flagge Englands stellt ein rotes Georgskreuz in weißem Feld dar. Seine Breite ist ein Fünftel der Höhe der Flagge. Es handelt sich um eine einfache Anwendung des Georgskreuzes, das auf verschiedenen Flaggen und Wappen christlicher Länder, Städte und Familien zu finden ist.

## Geschichte
Die Legende von Georg als Drachentöter stammt aus dem 12. Jahrhundert. Sein Symbol war das rote Kreuz auf weißem Grund. Es erschien zunächst in den Kreuzzügen und wurde später von der Republik Genua als Flagge verwendet. Ab dem Jahr 1190 verwendeten englische Schiffe die Georgsflagge im Mittelmeerraum, womit sie unter den Schutz der genuesischen Flotte gestellt wurden. Der englische König zahlte dafür an Genua einen jährlichen Tribut. St. Georg wurde im 13. Jahrhundert der Schutzheilige Englands.
Das Sankt-Georgs-Kreuz ist Bestandteil des Union Jack geworden, der Nationalflagge des Vereinigten Königreiches, sowie der schottischen Version des britischen Königswappens. Auch in der Zeit des Commonwealth fand sich das Sankt-Georgs-Kreuz im Wappen Großbritanniens.
In der Flagge Guernseys wird das Georgskreuz durch ein goldenes Balkenkreuz ergänzt. Weitere Beispiele für Adaptionen sind die Flagge Londons oder der White Ensign der Royal Navy. Auch die „Red Hand Flag“ Nordirlands zeigt ein rotes Kreuz auf weißem Grund, ergänzt durch einen sechszackigen Stern, eine rote Hand und die britische Krone. Zwar ist sie eine Ableitung der Flagge Ulsters, die Farbwahl wurde aber anscheinend bewusst in Anlehnung auf die Flagge Englands gemacht, um sie „britischer“ zu gestalten.
2018 mahnte der Bürgermeister von Genua an, dass England noch für die letzten 247 Jahre zu zahlen hätte für die Nutzung der Flagge Genuas.

## Verschmelzung mit christlicher Mythologie
Ein rotes Kreuz auf weißem Grund ist der Sage nach auch auf dem Schild Galahads zu finden, des Ritters in der Artussage, der am meisten an der Gralssuche beteiligt war und den Gral schließlich auch fand. Dort symbolisiert es ein Kreuz, das Josef von Arimathäa mit dem im Gral aufgefangenen Blut zeichnete.